# Groupe F des éliminatoires de la Coupe d'Afrique des nations de football 2019
Pour un article plus général, voir Coupe d'Afrique des nations de football 2019.
Le groupe F des qualifications à la Coupe d'Afrique des nations de football 2019 est une compétition qualificative pour la phase finale de la Coupe d'Afrique des nations de football 2019. Ce groupe est initialement composé de l'Éthiopie, du Ghana, du Kenya et de la Sierra Leone. Après la disqualification de la Sierra Leone, le Kenya et le Ghana, assurés de terminer aux deux premières places, sont qualifiés pour la CAN qui se déroule en juin 2019.

## Tirage au sort
Le tirage au sort se déroule le 12 janvier 2017 à Libreville. Les 51 sélections africaines sont classées dans cinq chapeaux selon un classement CAF construit à partir des résultats dans les CAN précédentes.
Le tirage au sort désigne les équipes suivantes dans le groupe F :
- Chapeau 1 : Ghana (2e du classement CAF)
- Chapeau 2 : Éthiopie (20e du classement CAF)
- Chapeau 3 : Sierra Leone (33e du classement CAF)
- Chapeau 4 : Kenya (43e du classement CAF)

## Déroulement
Le 5 octobre, la FIFA annonce la suspension de la Sierra Leone pour ingérence politique, après le renvoi de la présidente et du secrétaire général de la fédération nationale.
Le 3 décembre, la CAF annonce la disqualification de la Sierra Leone et l'annulation de ses matchs (victoire 2-1 face au Kenya et défaite 1-0 en Ethiopie). Ceci a pour conséquence la qualification du Kenya et du Ghana qui ne peuvent plus être rejoints par l'Ethiopie aux deux premières places.

## Matches et résultats
| Rang | Équipe   | Pts | J | G | N | P | Bp | Bc | Diff |  | Résultats (▼ dom., ► ext.) |     |     |     |
| ---- | -------- | --- | - | - | - | - | -- | -- | ---- |  | -------------------------- | --- | --- | --- |
| 1    | Ghana    | 9   | 4 | 3 | 0 | 1 | 8  | 1  | +7   |  | Ghana                      |     | 1-0 | 5-0 |
| 2    | Kenya    | 7   | 4 | 2 | 1 | 1 | 4  | 1  | +3   |  | Kenya                      | 1-0 |     | 3-0 |
| 3    | Éthiopie | 1   | 4 | 0 | 1 | 3 | 0  | 10 | -10  |  | Éthiopie                   | 0-2 | 0-0 |     |

1re journée
| Résultat annulé        | Sierra Leone                   | 2 - 1 | Kenya      | Brookfields National Stadium, Freetown |                            |
| 10 juin 2017 16h30 UTC | Wobay 22e · Bangura 69e (pen.) | (1-0) | 75e Olunga | Arbitrage : Ferdinand Udoh             | Arbitrage : Ferdinand Udoh |
| 10 juin 2017 16h30 UTC | Rapport                        |       |            | Arbitrage : Ferdinand Udoh             | Arbitrage : Ferdinand Udoh |

| 11 juin 2017 | Ghana                                             | 5 - 0 | Éthiopie | Baba Yara Stadium, Kumasi    |                              |
| 15h30 UTC    | Gyan 10e · Boye 15e · Ofori 35e · Dwamena 48e 70e | (3-0) |          | Arbitrage : Maguette N'Diaye | Arbitrage : Maguette N'Diaye |
| 15h30 UTC    | Rapport                                           |       |          | Arbitrage : Maguette N'Diaye | Arbitrage : Maguette N'Diaye |

2e journée :
| 8 septembre 2018 | Kenya           | 1 - 0 | Ghana | MISC, Nairobi             |                           |
|                  | Opoku 40e (csc) | (1-0) |       | Arbitrage : Janny Sikazwe | Arbitrage : Janny Sikazwe |
|                  | Rapport         |       |       | Arbitrage : Janny Sikazwe | Arbitrage : Janny Sikazwe |

| Résultat annulé  | Éthiopie          | 1 - 0 | Sierra Leone | Stade international d'Awasa, Awasa |                         |
| 9 septembre 2018 | Kebede 35e (pen.) | (1-0) |              | Arbitrage : Sadok Selmi            | Arbitrage : Sadok Selmi |
| 9 septembre 2018 | Rapport           |       |              | Arbitrage : Sadok Selmi            | Arbitrage : Sadok Selmi |

3e journée :
| 10 octobre 2018 | Éthiopie | 0 - 0 | Kenya | Bahir Dar Stadium, Bahir Dar |                            |
|                 |          | (0-0) |       | Arbitrage : Bakary Gassama   | Arbitrage : Bakary Gassama |
|                 | Rapport  |       |       | Arbitrage : Bakary Gassama   | Arbitrage : Bakary Gassama |

| 11 octobre 2018 | Ghana | Annulé | Sierra Leone | Baba Yara Stadium, Kumasi   |
|                 |       |        |              | Arbitrage : Norman Matemera |

4e journée :
| 14 octobre 2018 | Sierra Leone | Annulé | Ghana |  |  |
|                 |              |        |       |  |  |

| 14 octobre 2018 | Kenya                                        | 3 - 0 | Éthiopie | MISC, Nairobi                       |                                     |
|                 | Olunga 23e · Johana 27e · Wanyama 67e (pen.) | (2-0) |          | Arbitrage : Ahmad Imtehaz Heeralall | Arbitrage : Ahmad Imtehaz Heeralall |
|                 | Rapport                                      |       |          | Arbitrage : Ahmad Imtehaz Heeralall | Arbitrage : Ahmad Imtehaz Heeralall |

5e journée :
| 18 novembre 2018 | Éthiopie | 0 - 2 | Ghana                 | Stade d'Addis-Abeba, Addis-Abeba |                          |
|                  |          | (0-2) | 3e 24e (pen.) J. Ayew | Arbitrage : Victor Gomes         | Arbitrage : Victor Gomes |
|                  | Rapport  |       |                       | Arbitrage : Victor Gomes         | Arbitrage : Victor Gomes |

| 18 novembre 2018 | Kenya | Annulé | Sierra Leone |  |  |
|                  |       |        |              |  |  |

6e journée :
| 22 mars 2019 | Sierra Leone | Annulé | Éthiopie |  |  |
|              |              |        |          |  |  |

| 23 mars 2019 | Ghana       | 1 - 0 | Kenya | Accra                    |                          |
|              | Schlupp 82e | (0-0) |       | Arbitrage : Joshua Bondo | Arbitrage : Joshua Bondo |
|              | Rapport     |       |       | Arbitrage : Joshua Bondo | Arbitrage : Joshua Bondo |

## Liste des buteurs
2 buts
- Jordan Ayew
- Raphael Dwamena

1 but
- John Boye
- Asamoah Gyan
- Ebenezer Ofori
- Jeff Schlupp
- Eric Johana Omondi
- Michael Olunga
- Nicholas Opoku
- Victor Wanyama